# 北极地区

北極圈以北地區

北极地区（英語：Arctic）指环绕在地球北极点周围的地区，与南极地区一起构成了地球的寒带。北极地区包括整个北冰洋以及格陵蘭（丹麥）、加拿大、美国阿拉斯加、俄罗斯、挪威、瑞典、芬兰和冰岛八个国家的部分地区，主要由一个被广大海冰覆盖的大洋（即北冰洋）和环绕在其周围的一圈无木本植物的冻土地带所组成。在全球气候变暖的影响下，近年来北极地区的冰盖厚度在不断下降。一些证据表明，最迟到2040年或2100年，北极地区在夏季时将不再为冰所覆盖。而最新的研究显示，在2007年夏季冰层的融化速度高于估计值，因此可能很快就会出现无冰的情况。
北极地区的生物体包括冰中的微生物、鱼类与海洋哺乳动物、陆地动物以及人类。这一地区具有非常独特的生态系统。而在此居住的土著居民和其文化都与这里低温和极端的生活环境相适应。

## 北极的定义
北极地区有多种定义。通常认为的北极地区为北极圈（66°34'N）以北地区，以极昼和极夜为特点。基于气候和生态学因素，北极地区也可定义为七月份时的10摄氏温标等温线以北地区，而这一边界与北极树木线大致对应。文化意义上的北极地区则更为广阔，包括了北极原住民的活动范围。此外，北极在社会学和政治学上的定义是八个北极国家的北方领土，甚至包括地理上属于亚北极地区的芬兰的拉普蘭省。

## 北极气候
北极地区气候的主要特征是冬季寒冷，夏季凉爽，和南极一样，有极昼极夜之分。极夜从9月23日开始，持续至次年4月，长达六个月。接下来是同样六个月的极昼。降水主要表现为下雪的形式。北极地区全年的降水量很低，大部分地区不到50厘米，但相对南极地区仍高出很多。大风常常卷起冰雪，给人以不间断降雪的印象。北极地区冬季的气温可低至-40°C，有记录的最低温度是-68 °C。由于北极地表寒冷，空气凝结下沉，形成极地高压气候，冷空气由高纬流向低纬时受地转偏向力影响，形成环极地东北风带。相对南极而言，北极地区风速较小。沿海地区由于受海洋性气候影响，气候较为温暖，降雪量也较高。在北欧地区，受北角暖流影响，全年水面温度保持在2至12℃之间。内陆地区则更为干冷。

### 北极光

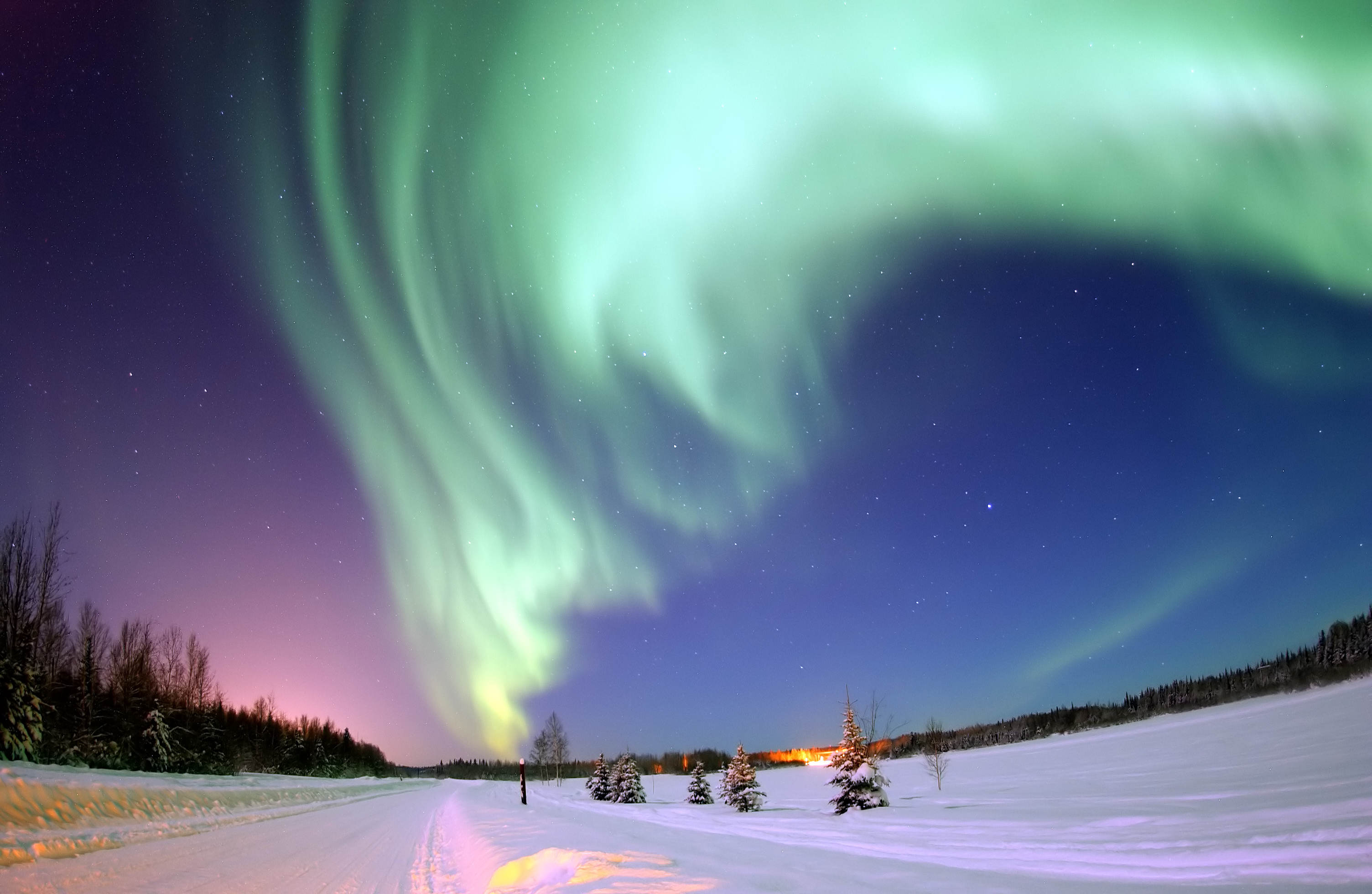
美國阿拉斯加州埃爾森空軍基地拍攝到的北極光

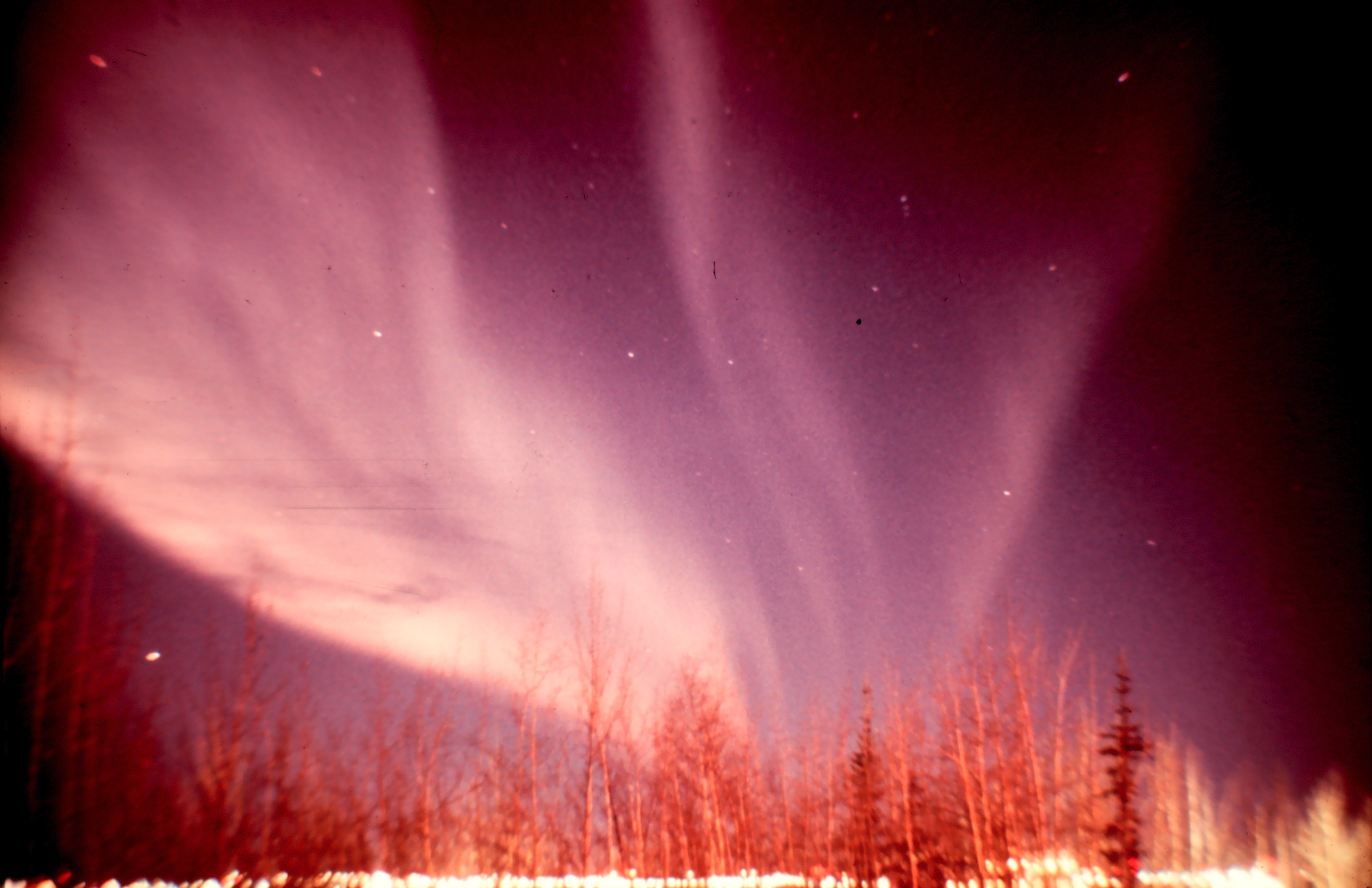
极光

极光是地球两极特有的自然景象，极夜时，北极的极光一般在北纬62度以上就可看到  ，一般出现在150至400千米的上空，分扩散极光和分立极光两种。来自太阳的高能电子被地球磁场捕获，牵引到两极地区上空。地球大气层外层的气体分子或原子与其碰撞后，短暂地被激发至高能态甚至电离态。在回到基态时，原子会放出特定波长的光波，形成极光。比如说，高层大气中电离的氧原子受到激发时，会发出浅绿色的光芒，而氮分子受激时和电离时分别会发出紫蓝色和粉红色或者红绿相间的光辉。正因如此，北极光看起来五彩缤纷，绚丽夺目。

## 地理
北极地区包括北冰洋、周围陆地海岸带及岛屿、北极苔原和泰加林带。如果以北极圈为界，北极地区的总面积为2,100万平方公里，其中陆地占800万平方公里。若从物候学角度出发，以7月份平均10℃的等温线(海洋以5℃等温线)为界，那么北极地区的总面积将是2,700万平方公里，其中陆地面积约1,200,987平方公里。如果以植物分布来划定界，把全部泰加林带归入北极地区，那么面积将超过4,000万平方公里。

### 北冰洋及周边水体
北冰洋面积约1475万平方公里，是四大洋中最小的一个，可分为北极海区和北欧海区两部分。洋面上有长年不化的冰层，占北冰洋面积的三分之二，平均厚度约为3米，是永久性的海冰。北冰洋底部有广阔的大陆架，最宽达1 200千米以上，所占面积达到总面积的33.6%。洋底中央横卧着两条海岭：雷蒙索诺夫海岭和门捷列夫海岭，将北冰洋地分为三个海盆：加拿大海盆、马卡罗夫海盆和南森海盆。北冰洋周边分布着大部属于大陆架范围的边缘海，如挪威海、格陵兰海、喀拉海、拉普捷夫海、东西伯利亚海、楚科奇海、波弗特海、巴芬湾、哈德孙湾以及加拿大北极群岛间各大小海湾和海峡。
北冰洋被陆地包围,近于半封闭。通过挪威海、格陵兰海和巴芬湾同大西洋连接,并以狭窄的白令海峡沟通太平洋。
北冰洋岛屿很多，数目仅次于太平洋。除最大的格陵兰岛外，还有斯瓦尔巴群岛、北极群岛、新地岛、北地群岛、新西伯利亚群岛及法兰士约瑟夫地群岛等。北冰洋表层主要有两支洋流：从格陵兰以东进入北冰洋的西斯匹次卑尔根暖流，以及来自楚科奇海，流经北极点后又从格陵兰海流出，进入大西洋的越极洋流（寒流）。此外还有挪威暖流和北角暖流。

### 周边陆地
北冰洋周边的陆地由欧亚大陆、北美大陆与格陵兰岛组成，中间由白令海峡和格陵兰海隔开，总面积约800万平方公里。海岸线蜿蜒曲折，类型众多，有陡峭的岩岸、峡湾型海岸、磨蚀海岸、低平海岸、三角洲及潟湖型海岸等各种类型。

### 北极苔原
北极苔原包括北冰洋与泰加林带之间的广阔的永久冻土带，还有众多的湖泊和沼泽，它的总面积约1300万平方公里。只有近地表的一米左右的土壤会被解冻，一米之下是季节性或永久性冻土，因此树木的根部无法伸展。加上近地面常年有强风，使得树木无法成长，主要植被为苔藓和地衣，因而得名。主要位于北极圈内。

### 泰加林带
泰加林带又名亚寒带针叶林带，是从北极苔原南界的林带开始，向南1000多公里宽的针叶林带。泰加林带植被结构简单，欧洲云杉、西伯利亚云杉、西伯利亚冷杉以及欧洲冷杉组成的树林下只有一层灌木层，一层草木层，以及地表的苔原层。泰加林带和北极苔原之间还有一层由稀疏的低矮树木和草本植物组成的较荒芜地带。全年溫度界乎-40－20℃，夏季平均10℃。全年雨量300-900毫米。

## 植物
北极地区（不含泰加林带）的严寒气候使得树无法生长，因此当地的植被主要由生长接近地面的低矮灌木、类禾本植物、草本植物、苔藓和地衣构成。这种植物带被称为北极苔原。随着纬度的升高，可供植物生长的热量（主要是太阳能）大大减少。在极北地区，植物的新陈代谢周期大幅放缓，达到了极限，因为最微小的节约对都有利于维持生长和繁衍。全年寒凉的环境使得北极地区的植物在大小、种类和繁衍能力上都有所下降。在最温暖的区域，灌木可以生长到两米高，莎草、苔藓和地衣可以形成厚厚的覆盖层；而在最寒冷的区域，绝大部分地表都是裸露的，植被基本以地衣和苔藓居多，间有少数草本植物。

## 动物

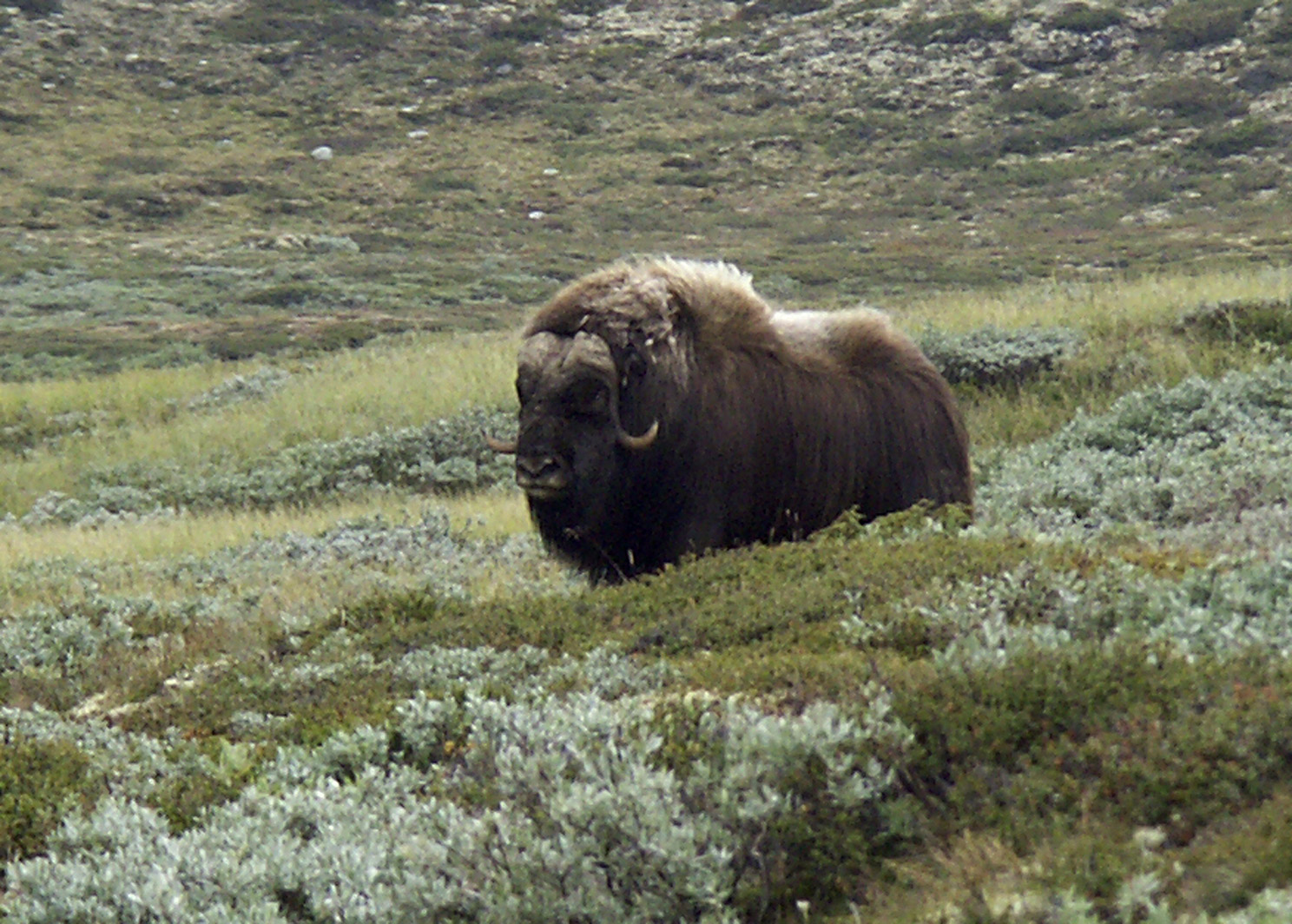
麝牛

北极动物种类繁多。陆地上的哺乳动物中，食草动物有北极兔、旅鼠、麝牛、北极驯鹿；食肉动物有北极狐、北极熊、最大的陆生动物。水域中有海豹、海獭、海象、海狗以及角鲸和白鲸等六种鲸类，还有茴鱼、北方狗鱼、灰鳟鱼、鲱鱼、胡瓜鱼、长身鳕鱼、白鱼及北极鲑鱼等各种鱼类。由于人类的大量捕杀，北极的海象、海豹、北极熊和角鲸都曾濒临绝种的边缘，而斯特勒海牛则已经在1768年因人类过度猎杀而灭绝。
北极地区的鸟类有120多种，大多数为候鸟。北半球的鸟类有六分之一在北极繁衍后代，有至少12种鸟类在北极越冬。在湖泊及水泽中有各类涉禽，如长尾凫、赤颈凫、短颈小野鸭、斑背潜鸭、鹊鸭、秋沙鸭、黑凫、雪鹅等；飞禽则有北极雷乌、雪鸮、刀嘴海雀、渡鸦、海雀、北极燕鸥和黑冠苍鹭等等。

## 自然资源
北极地区拥有可观的自然资源，比如石油、天然气、矿产资源、森林资源（亚北极地区）以及丰富的渔业资源。已探明阿拉斯加的石油储量达70亿桶，天然气达8千亿立方米，据估计石油和天然气储量可达380亿桶和40万亿立方米。加拿大北部的石油和天然气储量与阿拉斯加相当或更多。而俄国北部的油气资源的储量又远远超过前两者。除油气资源外，北极地区还发现了世界上最大的煤矿以及铁矿、铜矿、铅矿、锌矿、石棉矿、钨矿、金矿、金刚石矿、磷矿和其他贵金属矿。近年来，出于对神秘而寒冷的北极地区的兴趣，北极地区的旅游业也逐渐兴起。北极地区还有大量的未开发的水电资源。

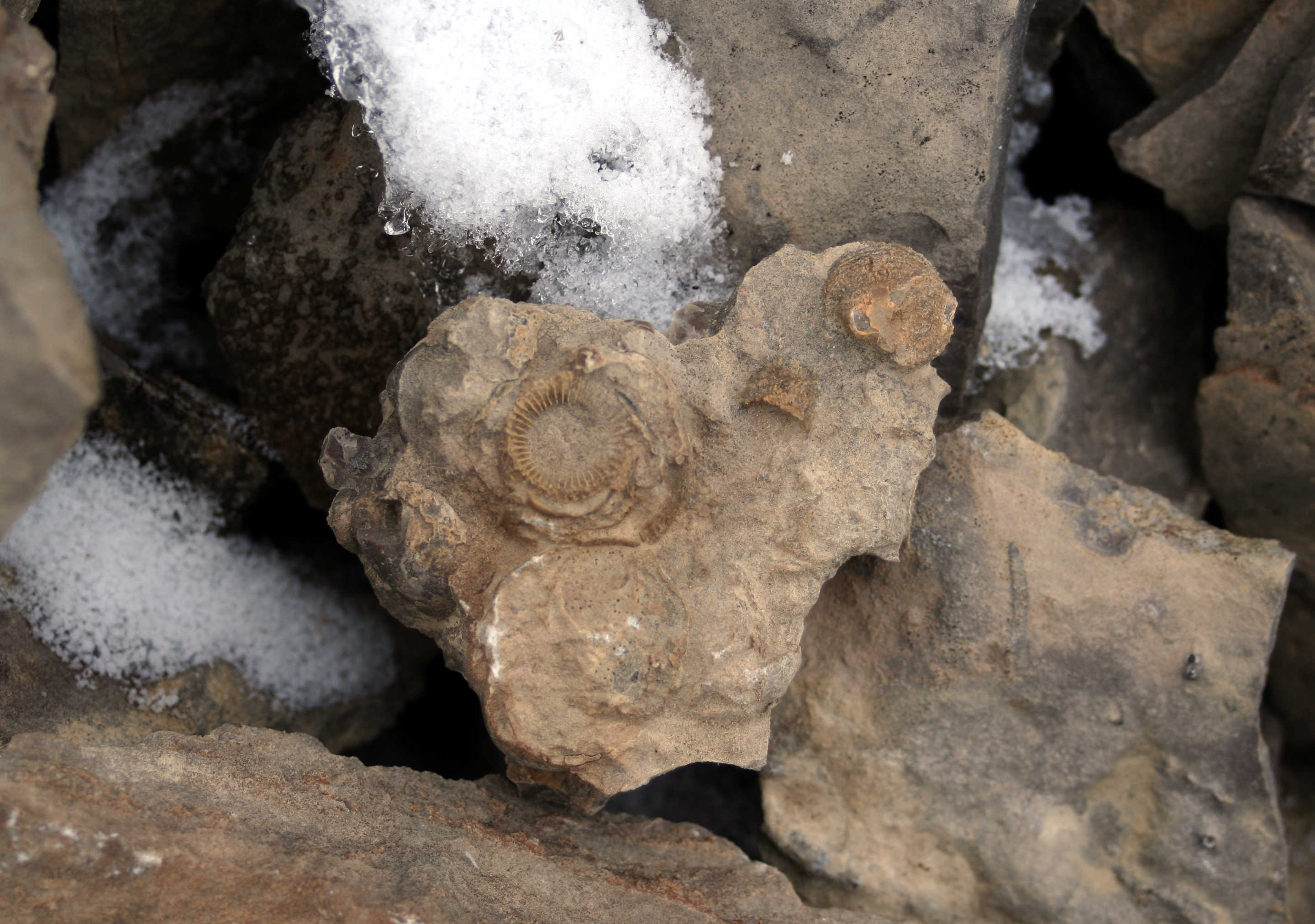
在加拿大北部发现的化石

## 史前时代
在白垩纪，北极地区的气温比现在温暖很多，从北冰洋平均海平面温度推断，当时北极地区温度可能最高达到20 °C，最低-15 °C，并不是被冰雪覆盖。当时的北极地区有恐龙和水杉分布。开角龙、鸭嘴龙、亚冠龙、伤齿龙和埃德蒙顿龙都可能在北极地区作迁徙。同样地，在南极地区也发现了恐龙的踪迹，比如澳大利亚的木他龙。

## 北极原居民

### 历史
在一万多年前北极已经有人类居住。早期的人类是从欧亚大陆首先扩展到北极地区的，因此欧亚大陆的北极部分被称为旧世界。后来有些部落越过白令海峡的陆桥进入了北美大陆，这一地区因而被称为新世界。早期人类大多定居于亚北极的林带，只在夏季到北边进行狩猎。对广泛分布于北极各地考古遗址的发掘和分析证实了人类真正定居北极是从4000多年前开始的。旧世界的北极分布着分别来自于亚洲或欧洲的不同地区的多个种族，他们之间互相交融和代替，有着复杂的历史。但在北极的新世界里则只有一个单一的民族，即爱斯基摩人，因此其历史也相对简单。
古爱斯基摩人大概在8000年前进入北美洲的北极，他们的语言和狩猎方式都自成一國。公元前1000年左右，阿拉斯加的古因纽特人发展出诺顿文化，以建造半地下的住所为标志。公元前500年左右，加拿大北极地区和格陵兰的居民开始发明了建造冰屋的方法，捕猎海洋鱼类和海豹的技术也逐渐成熟。他们的文化被称为多尔塞特文化。公元1000年时，多尔塞特文化已濒临灭亡，而阿拉斯加的诺顿文化发展为图尔文化，并扩张到多尔塞特人的领地，逐渐取代或同化了后者。在旧世界，早期的北极居民拥有与古爱斯基摩人类似的文化，并从先进的南方居民那里引进陶器和金属制品，同时学习南方民族的文化和思想。从大约公元1200年开始，直到1850年左右，北极进入小冰期。期间，因纽特人被迫转入内地捕杀鱼和驯鹿，而旧世界的居民开始驯养驯鹿。

### 现状

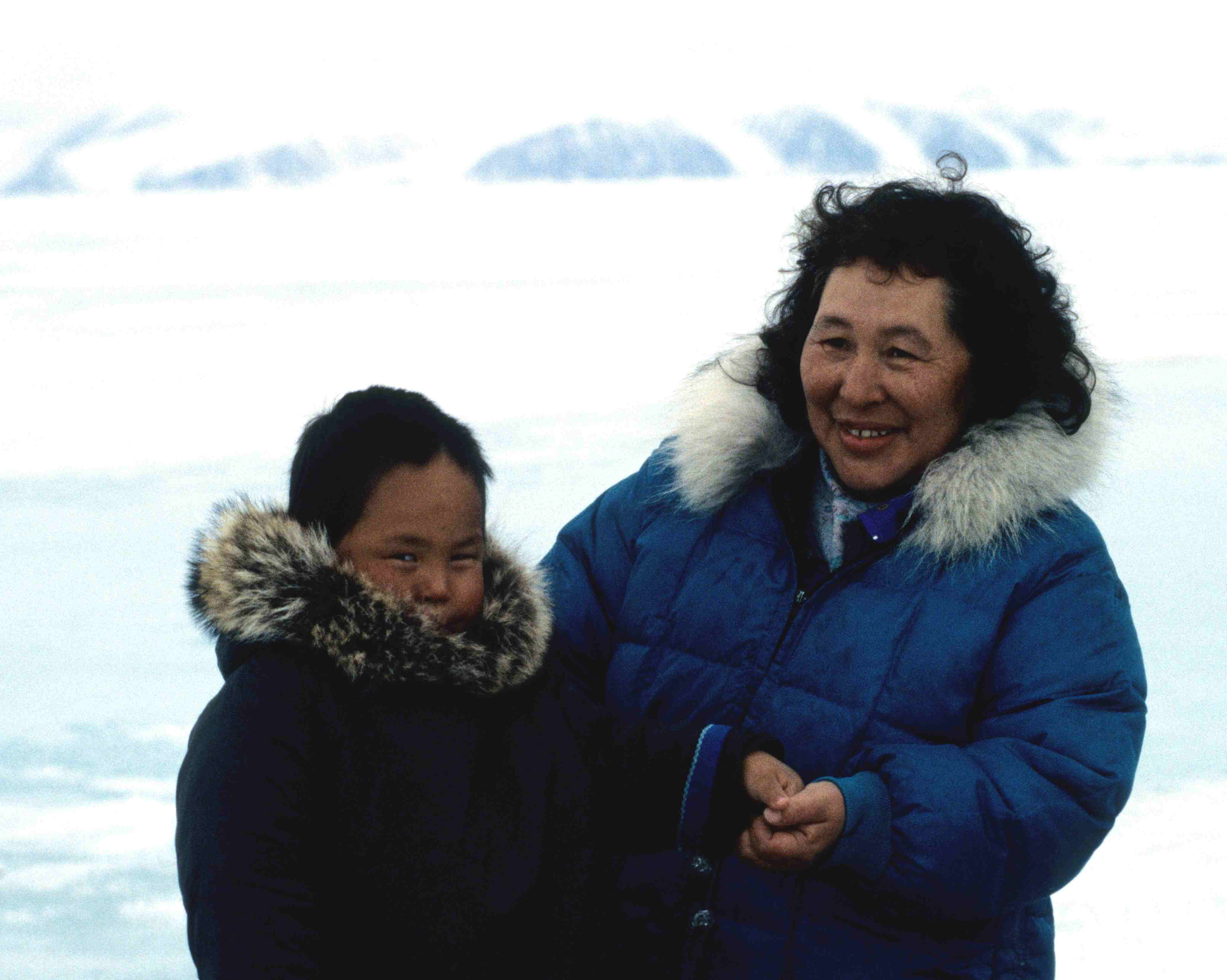
一对因纽特的祖母与孙儿，于1995年6月11日拍摄

北极地区现在生活着20个民族，总人口约为200万，地理分布非常广阔，围绕着北冰洋海岸四周的陆地、岛屿，他们的足迹散布在欧洲、亚洲、北美洲、北冰洋、太平洋和大西洋，分属于5个国家：俄罗斯、美国（阿拉斯加）、加拿大、挪威和丹麦（格陵兰岛）。纬度分布范围大约在北纬60°至80°之间，主要集中在北纬60°至75°之间的地区。主要有斯堪的纳维亚半岛北部地区的萨米人、北美洲北部的爱斯基摩人以及俄罗斯境内的科米人、雅库特人、鄂温人、鄂温克人、多尔干人、恩加纳桑人、恩特西人、南特西人等等。除萨米人外，北极土著居民都有着显著的蒙古人种特征。新世界地区的因纽特人主要靠捕猎海豹、鲸、海象和鱼类等为生，而旧世界的居民则捕猎或驯养驯鹿，如靠狩猎为生的涅涅茨人，养殖驯鹿的萨米人、鄂温克人和雅库特人，还有除了养殖驯鹿以外，也捕猎海洋哺乳动物的楚科奇人和南特西人。北极地区的各土著民族的社会结构和生活方式十分相似。比如爱斯基摩人及西伯利亚的各部落民族所穿的雪鞋都很类似。北极各土著民族普遍信奉萨满教等巫覡宗敎：这是以渔猎为主的部落中常见的宗教信仰。北极土著民族一直与外界接触甚少，直到现代，与其他地区的交流才开始变得频繁。正因如此，他们保持了新石器时代人类的许多传统习惯，比如实行原始公有制与平均分配形式，没有社会等级，以及物物交易。
一般认为，北极地区居民除萨米人外，都来自中亚的同一地区。在历史上，主要存在的民族是亚洲大陆东北角的楚科奇人和西伯利亚东部北冰洋沿海、进入北极的时间比较晚的雅库特人。不同于处于原始共产制状态的其他民族，雅库特人的社会结构以近似于封建制，使用铁器，饲养驯鹿。因纽特人以渔猎为生，使用鹿骨和角作为工具。
北极地区土著居民的文化传统亦十分近似。部落内公有制观念很强，猎物定要平分，认为一个男人应该是好的猎手和能够保护部族的人。

## 北极探险与察考

### 早期的北极探险

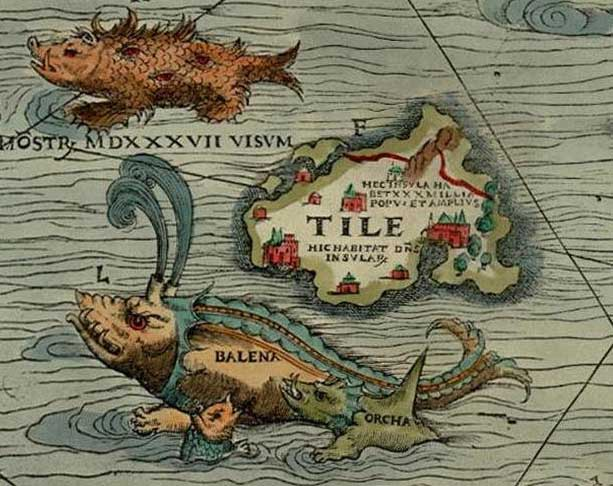
十六世纪北欧海图上的图勒大地

人類很早就开始了对北极地区的探索。早在公元前325年，一位叫做皮西亚斯的商人、航海学家就为了寻找锡和琥珀的原产地而驾船北上。据他自己的记载，现今的推测是他到达了现在的不列颠群岛（记载中称为“普乐塔尼群岛”(Isles of Pretani)），然后继续北上，来到了传说中的图勒大地（Thule）。他的记载中提到：图勒旁边的地方“由既不是水也不是空气的物质组成，或者说是前两者的混合”，“陆地和水都悬浮着，既不能踏足也不能航行”，“太阳落下两三个小时后又会升起来”。现今的研究者据此认为，皮西亚斯应该已经很接近北极极圈了。
在希腊人之后，北欧人也开始了对北方的探索。爱尔兰的僧侣们在公元800年之前可能就已经来到了冰岛。公元860年之后，古代挪威人也开始踏足冰岛。公元982年左右，红胡子埃里克发现了格陵兰大陆。之后，格陵兰陆续迎来了一批批的移民。居民建立了教堂，并开始与欧洲通商。

### 十六至十八世纪的探索：西北航线与东北航线
十六世纪之后，马可·波罗的游记和新大陆的发现使得欧洲各国燃起了对神秘而遍地财富的东方的巨大憧憬。然而，南方的海上航线被西班牙和葡萄牙牢牢掌握，来往航行的船只都要被征以重税。为此，英国与荷兰都希望能够开通一条经过西伯利亚海岸到达远东的航线（东北航线）。1553年，英国派出三艘船前往探索东北通道，但只有一艘船到达莫斯科，受到沙皇的盛情款待。之后的30年里，经过另两次失败的尝试后，英国放弃了打通东北航线的希望。与此同时，英国商人马丁·弗洛贝舍开始了西北航线的尝试，并在格陵兰发现了所谓的金矿（后来证明是黄铁矿）。数年之后，英国航海家约翰·戴维斯继续尝试与格陵兰的因纽特人接触，并到达了北纬72°的地方。

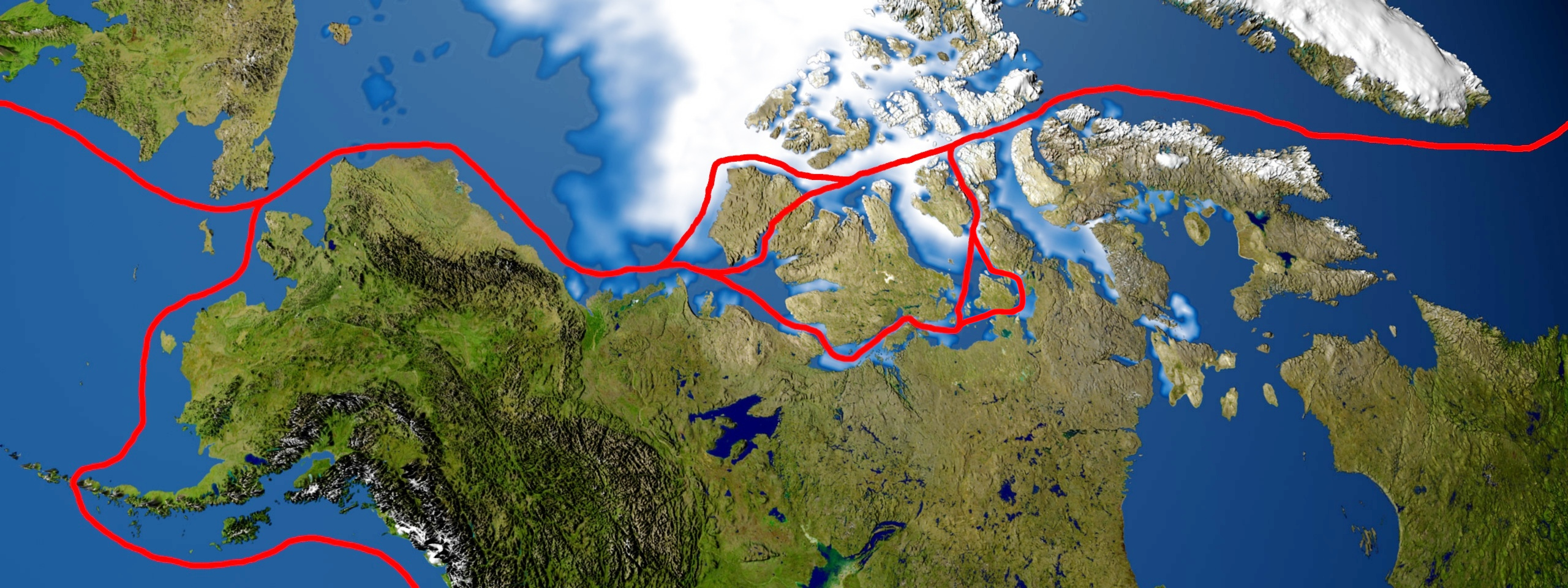
西北水道

荷兰的北极探索主要集中在东北航线。1594年至1596年，威廉·巴伦支三次率船队出航，发现了斯匹次卑尔根群岛，而且到达北纬79°49′的地方，但巴伦支也死于最后一次航行中。
十七世纪时，捕鲸业的兴起使英国重新掀起探索西北通道的热潮。其中亨利·哈德孙发现了以其命名的哈德孙湾。
十七世纪也是俄罗斯快速扩张的时代。俄罗斯人在和北极居民的毛皮交易中大肆获利。1648年，哥萨克首领德兹涅夫进入北冰洋沿岸收集黑貂皮、熊皮等珍贵毛皮，绕过亚洲的东北角，穿过白令海峡，直下太平洋，第一次证明了欧亚大陆和美洲大陆是由一个海峡分开的，但他的发现没能回到莫斯科。1725年，彼得大帝任命丹麦人维他斯·白令为俄国考察队长，去“确定亚洲和美洲大陆是否连在一起”。在完成任务的过程中，白令跨越了白令海峡，达到了北美洲的西海岸，发现了阿留申群岛和阿拉斯加。

### 十九世纪：科学考察与征服北极点的竞赛

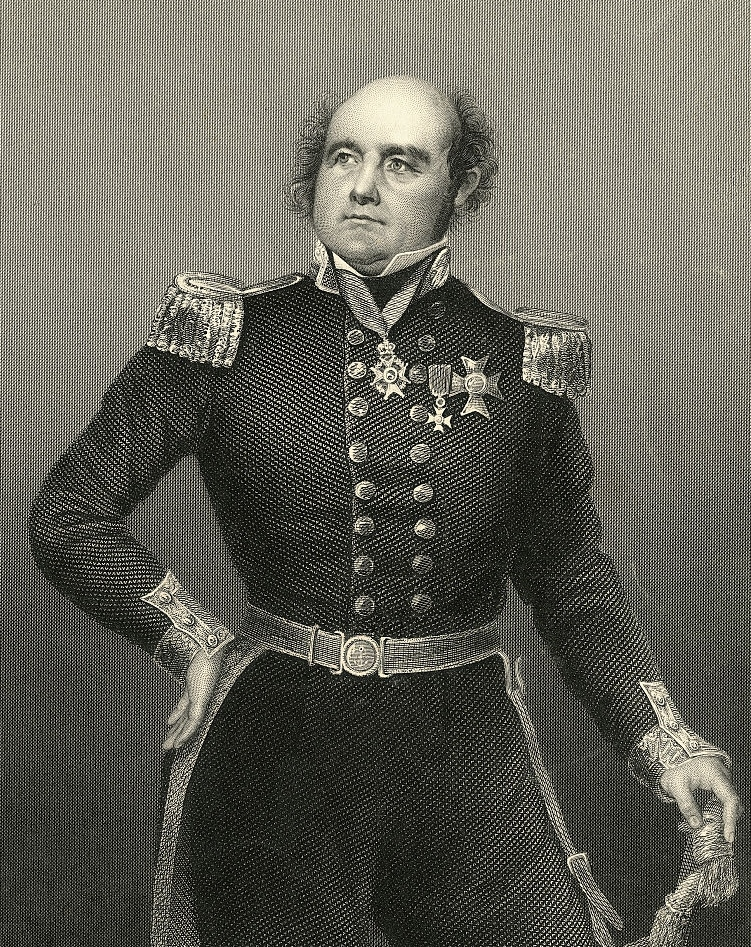
约翰·富兰克林爵士

进入十九世纪后，完成工业革命的英国开始了新一轮的北极探险。1831年6月1日，英国探险家约翰·罗斯和詹姆斯·罗斯发现了北磁极。1845年，著名北极探险家约翰·富兰克林爵士率领两艘当时最先进的探险船向北极进发，然而却一去不复返。富兰克林的失踪震惊了英国社会。从1848年起的十几年里，共40多个救援队涌进了北极地区搜索富兰克林的踪迹。搜救行动不仅查明了富兰克林船队遇难的原因，也极大地丰富了关于美洲北极地区的地理知识，对北极地区的洋流和冰盖漂流现象有了更多的认识。探险家们认识到，只有向北极地区的本地居民学习，才有可能更好地适应当地的环境。
十九世纪后期，美国也开始加入到北极探险的队伍中。谁先到达北极点的竞赛达到高潮，同时美国开始在北极地区建立科学考察站。1881年至1884年，第一个国际极地年计划开展，这是人类史上第一次对北极地区进行系统性的科学考察活动，取得了大量关于北极地区的科学资料和数据。1878年6月，芬兰裔的瑞典探险家阿道夫·艾里克·诺登舍尔德（诺登舍尔德男爵）率领一个由共30人的国际性探险队，乘坐探险船“维加号”出发，经历了一年的时间，首次从西到东打通了东北航线。1905年，后来征服南极点的挪威探险家罗阿尔德·阿蒙森成功地打通了西北航线。
1893年，基于北极浮冰向西漂移的假设，挪威探险家弗里乔夫·南森首次提出以漂流的方式向北极点进发的方法，并率领“弗瑞姆”号开始了为期3年的航程，期间最远到达了北纬85°55′的地方。

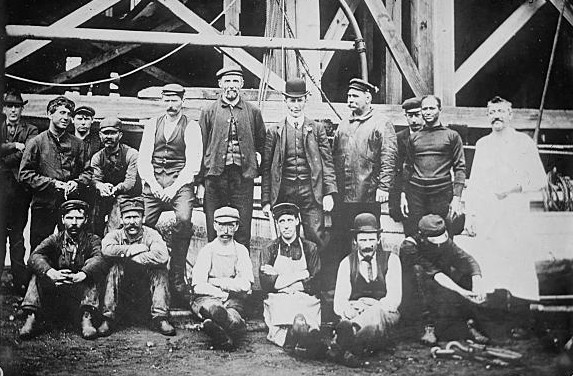
皮尔利与船员们在“罗斯福”号前合影

1905年至1909年，美国人罗伯特·皮尔利经过三次努力后，宣称到达了北极点。但不久后皮尔利的旧伙伴库克声称自己才是最早到达北极点的人。争论至今未有结论。

### 二十世纪的北极探险与科考
北极点的竞赛结束后，各种挑战极限的壮举并未停止。二十世纪开始了飞行器的时代。1926年，罗阿尔德·阿蒙森、美国的爱尔斯沃斯和意大利的飞艇设计师诺比尔第一次驾驶可操纵的飞艇降落在北极点。1978年，日本孤身探险家植村直己乘狗拉雪橇完成了人类历史上第一次只身到达北极点的壮举。1986年，法国医生爱提厄完成了第一次靠人的体力独身滑雪到达北极点。
此外，进入二十世纪以后，随着科技手段的提高，人类针对北极地区的科学考察愈加频繁。大量的科考观测站在北极地区建立。主要的大型科考活动有1932年8月1日～1933年8月31日的第二个国际极地年活动以及1957年7月1日～1958年12月31日的国际地球物理年。2007至2008年的第三次国际极地年使得人类对北极地区的自然环境以及极地与地球其它地区之间相互作用和关联有了更加深刻的认识。
不同于以往只能通过船只和陆路方式探索，二十世纪后的科考还通过飞机和潜艇来完成。1958年，美国的核动力潜艇“诺特拉斯”号第一次从冰下穿过了北极点。1959年，美国“斯凯特”号潜艇第一次在北极点冲破冰层浮出冰面。破冰船的发明也使水路到达北极点成为可能。1977年，前苏联的破冰船“北极”号破冰航行，第一次冲破冰层到达北极点。
极地卫星观测起始于美国1960年的极地轨道环境卫星计划(POES)。1960年4月1日发射的泰罗斯一号气象卫星(TIROS-1)是第一颗成功的极轨气象卫星。泰罗斯一号以及其后发射的极轨气象卫星为研究北极的气候、北冰洋海底地貌、北极洋流以及北极冰盖提供了大量的数据资料。

### 日本北极考察
日本是最早在北极展开探险考察的亚洲国家。日本的北极探险和科考始于1921年。1921年至1923年的三年中，日本每年都有一次对北冰洋的探险，分别是1921年日本水产工会的“鹏丸号”，1922年的特务舰“胶州号”以及1923年日本水产局的“白凤丸”号。1936年和1937年，水产局的“快风丸”号在北冰洋发现了鲸群。七十年代后，日本对北极进行了多次科考活动。1978年3月5日，日本人植村直己在加拿大北极圈内地域出发，使用狗拉雪橇独身到达北极点，成为第一个到达北极点的日本人。1990年，日本政府设立了北极圈环境研究中心，从事对北极海冰为中心的大气、海洋环境变化的状况等研究，研究重心为北极海冰。

### 中国北极考察
中华人民共和国与北极并不接壤，但作为《斯瓦尔巴条约》缔约国，中华人民共和国有权在斯匹次卑尔根群岛从事科学考察。1951年，武汉测绘学院的高时浏到达地球北磁极，进行地磁测量工作，成为第一个进入北极地区的中国科技工作者。1991年，中国科学院大气物理所的研究员高登义参加了挪威组织的北极浮冰考察，并于考察过程中在北极地区展示了中国国旗。
1995年，由民间赞助的中国北极考察团（中国科学院和中国科学技术协会组织）到达北极点考察，是首次由中国人组织的北极科考。
1999年，中华人民共和国首次在北极展开科学考察。7月1日，中国北极科考船“雪龙号”从上海市出发，在白令海、楚科奇海和加拿大海盆展开对海洋和大气的综合调查。科考活动持续两个月，于9月9日结束。2002年8月2日，中国科考队在北极建立了陆地大气观测站。
2004年的北极考察中，中华人民共和国在挪威斯匹次卑尔根群岛的新奥尔松成立了第1个北极科学考察站：中国北极“黄河站”（78°55′N，11°56′E）。其主要研究项目包括“北极在全球变化中的作用和对中华人民共和国气候的影响”、“北冰洋与北太平洋水团交换对北太平洋环流的变异影响”、“北冰洋邻近海域生态系统与生物资源对中华人民共和国渔业发展影响”等。

## 外来移民与开发
北极地区与南方一向有毛皮交易。黑貂、松鼠、海狸等的毛皮成为外来的欧洲人获取的对象，送到俄罗斯等地区贩卖。1650年，俄罗斯总收入的三分之一来自毛皮交易。同时，北极地区的丰富的渔业资源也吸引各国前来，阿拉斯加和格陵兰都有规模庞大的渔场。十七世纪以后，北极地区的探险、贸易和科考活动逐渐增加，外来的移民也不断增多。

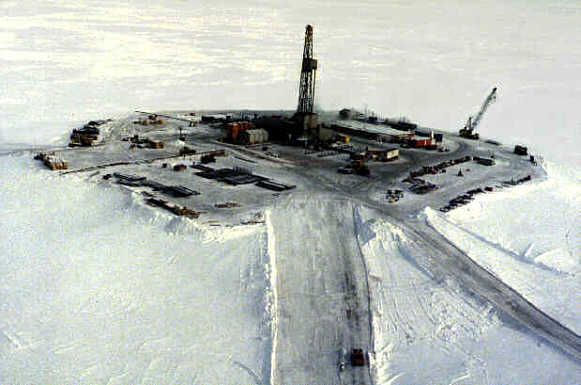
阿拉斯加的油井

二十世纪以前，北极地区的矿产资源开发规模并不大，对当地的自然环境影响甚微。19世纪末，阿拉斯加经历了一场淘金热。大量的淘金者从南方涌入，造成无政府的混乱状态，导致了1900年司法系统的建立。同时，阿拉斯加的鲑鱼捕捞行业也悄悄兴起。北极地区的丰富的各类油气矿产资源不断吸引着探险家和开发商前往。20世纪60年代末，在阿拉斯加又找到了巨型油田，石油开发达到高潮。

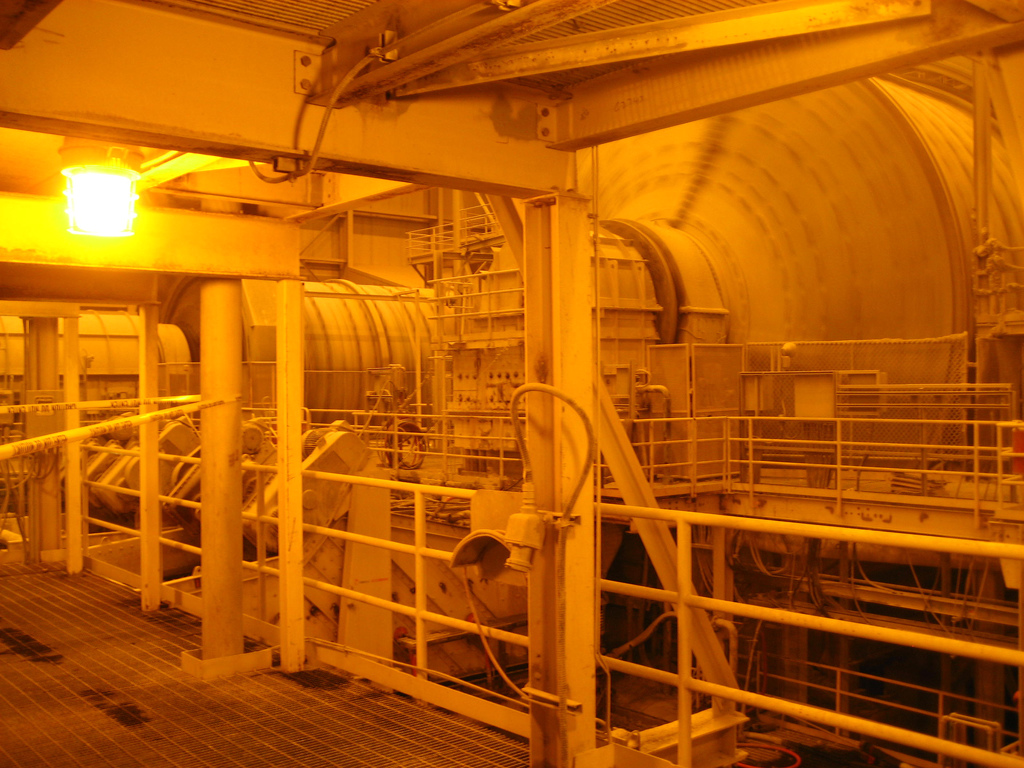
金矿石研磨机

大量的资源开发对北极地区的环境造成了巨大的破坏。各种探测和钻探工程极大地破坏了当地的地表植被，也严重影响了当地野生动物的生存。同时，大量移民涌入北极地区，对当地居民的生活造成了强烈冲击。由于长期与其它地区隔绝，北极原住民无法抵御外来移民所携带的疾病，而移民并没有为原住民提供医疗设施，从而导致原住民大量死亡。外来移民引进了先进的生活方式和生产工具，使许多土著民开始放弃自己的文化和习俗。由此带来的后果就是当地土著文化的消亡：许多原住民转变了信仰，古老流传下来的诗歌和宗教故事越来越少人知道，以传统方式生活的原住民不断减少。但是，土著居民在接受了现代文化后，也开始保卫自己的居住地和传统文化，比如说要求参与北极土地以及矿产归属的协商，以及抗议石油公司对当地环境的破坏。

## 国际间的合作和政治
北极地区向来是国际政治的焦点之一。对北极地区进行首次综合性科学考察是在1882～1883年的第一个国际极地年。来自11个国家的11支考察队对北极地区的天文、地理、气象进行了第一次大规模有系统的科学考察。第二次国际极地年科考在1932年8月1日～1933年8月31日开展，参加的国家增加到34个，在北极建立了43个永久性的考察站。1957年是国际地球物理年，北极科考作为全球探测和研究的一部分，也取得了很大进展。
1973年，美、加、丹、挪、苏签署旨在保护北极熊的多边协议。1976年，美、苏签署保护候鸟及环境的公约。1986年，环北极健康国际联盟成立。1990年，环北极的八个国家联合正式成立国际北极科学研究委员会。1996年，在北極圈內有領土的八個國家，加拿大、美國、俄羅斯、冰島、挪威、丹麥、瑞典、芬蘭組成北極理事會。

### 领土要求
早在18世纪，北极周边地区的国家就意识到北极地区的重要性。1784年，俄罗斯曾对阿拉斯加、白令海峡、阿留申群岛等地区宣示主权，並进行捕猎海豹的活动。
1920年，大不列颠联合王国、美利坚合众国、丹麦、挪威、瑞典、加拿大、澳大利亚、南非、意大利、日本、荷兰等18个国家签署《斯瓦尔巴条约》，承认挪威对斯匹次卑尔根群岛具有充分及完全主权。各缔约国的公民可以自主进入该地区，但活动受挪威法律管辖。1925年，中国、苏联、德国、芬兰、西班牙等国家亦参加该条约。
1933年，美国国务院发表了题为“两极地区：在南极与北极领土要求的研究中，对地理与历史资料的考虑”的报告。1941年，美国与丹麦共同在格陵兰岛建立空军基地。
冷战时期，由于北极地区是美国和苏联间最近的通道，双方都在北冰洋沿岸部署了大量的陆基洲际弹道导弹发射场。加上北极的冰层为潜艇提供了躲避雷达等传感器追踪的绝佳场所，在冷战期间，北极地区一直是美苏潜艇角逐的舞台。
现在，北极以及北冰洋不属于任何国家拥有。北冰洋外围的国家：美国、加拿大、俄罗斯、挪威和丹麦（格陵兰）则拥有岸边200海里的专属经济区。
根据《联合国海洋法公约》，一个国家可以有十年的时间来宣告对其专属经济区的主权。据此，挪威（1996年）、俄罗斯（1997年）、加拿大（2003年）和丹麦（2004年）都开展了对某些北极海区的领土要求计划。
2007年8月2日，一艘俄罗斯的探测深海小潜艇和平一号和和平二号在北极点附近成功下潜至海床，并将一面1米高的钛金属制的俄罗斯国旗插在北极点下的海床上，以“证明北极附近海域就是俄罗斯的领土范围”。尽管这次下潜为科学探测，但在北极点下的海床插旗的行为引起了是否会展开对北冰洋海底的巨大油气资源的争夺的担忧。美国和加拿大都对俄罗斯插旗的举动提出抗议，并宣布会以北极考察和军事演习等途径反击。

### 战略地位
出于地理上的原因，通过北极地区是从东西半球到另一半球的最短航线。为此，许多探险家前仆后继，打通了欧亚大陆与北美大陆之间的东北航线和西北航线。二战期间，英美为了向苏联输送战略物资，开辟了北极航线。后者成为了同盟国与苏联联系的重要交通渠道。北极航线起点一般是冰岛，终点主要是苏联北方的两个港口，摩尔曼斯克和阿尔汉格尔斯克。航线由1941年9月28日开通，由英国和苏联海军联合掩护。至1945年5月，同盟国向苏联先后派出三十七支护航船队和37艘单独航行船只，共计743艘运输船，损失85艘。同盟国提供的战略物资对苏联起了很大作用，也鼓舞了士气和民心。
然而，二战之后，随着冷战开始，北极地区成为了美苏潜艇角逐的舞台。双方潜艇多次在北冰洋冰盖地下遭遇。美国还曾经通过窃听苏联地下电缆和潜艇来获取机密情报。
2007年至2008年是国际极地年，新一轮的北极主权争议也再次响起。俄罗斯在北极点下海床插旗之后，加拿大在2007年8月7日至17日举行了名为“Operation Nanook”的军事演习。8月10日，加拿大总理宣布，将在北极地区新建一个军事训练中心和一座深水港。美国也计划于2008年在阿拉斯加北段的巴罗观察站建立季节性基地，部署直升机、小型船只或者固定翼飞机，用于执行海上搜索、救援等任务。

## 脆弱的生态系统
北极是地球上最后的大片未开发的土地之一，因此保护北极地区的物种多样性和基因多样性日显重要。北极生物圈的弱小的生产力以及简单的生物链结构使得北极地区的生态系统十分脆弱，自修复能力不强。越来越频繁的人类活动已经对北极地区的生态环境造成影响。北极地区的地被植物很容易遭到破坏。作为众多动物（其中不乏濒危物种）的繁衍地，北极地区生态受到破坏将会对这些物种产生巨大影响。

## 污染
比起地球上其他地方，北极地区相对比较干净，但局部地区仍存在着较严重的污染，并对当地居民的健康造成了严重影响，由于人造化学品随大气及洋流聚集至北极地区，许多地区的污染物含量比人口密集的都市中还要高。格陵兰、加拿大北部等地的孕妇吸收过量化学物后，生女婴的数量达到了男婴的两倍。另一个例子是北极的烟霞。北极地区冬季的严寒，造成含微粒云团在空中悬浮而久降不下，并与中纬度地区的大气中飘移过来的二氧化碳、二氧化硫、氟利昂、烟尘和农药等污染物结合，形成了北极烟霞。北极烟霞从20世纪50年代开始出现，主要是欧洲工业国家和前苏联工业排放的结果。此外，由于大量候鸟来到北极地区，其粪便中携带的汞和杀虫剂等化学成分也在严重污染当地环境。核能的泄露同样造成就巨大的破坏。1986年4月26日，乌克兰的切尔诺贝利核电站发生了二战后世界最大的核事故——切尔诺贝利核事故。事故使得大约100－300万居里的铯137泄露，其中三分之一沉降在了前苏联境内，三分之一在欧洲其他国家沉降，还有三分之一进入了北半球其余地区。瑞典约有10万头驯鹿以及大量的猎狗受到核污染的危害，植物如地衣等也受到污染，这些情况或将长达数十年。受到潜在影响（主要是癌症）的人类则可能上亿。

## 气候变化

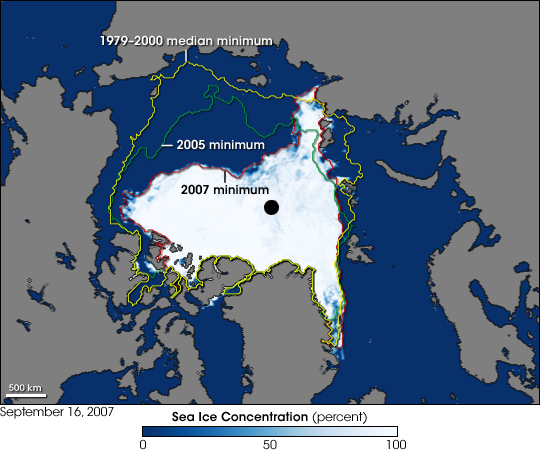
北极冰山消融：2007年冰山面积与2005年及1979-2000平均值的比较

北极地区对全球变暖效应十分敏感，因为北极冰山为浮冰，海水的温度对其消融有莫大的影响。近年来，冰山消融愈为显著。气象模型预测北极地区温度上升的幅度将高于全球平均水平。这个事实引起了各国政府的巨大关注。其中，格陵兰冰川的融化将导致全球海平面的升高。美国加州蒙特利湾的美国海军研究生院和美国国家航空航天局以及波兰科学学会海洋科学研究院合作的一份研究报告估计，北极地区的冰山有可能在2013年就会全部消失。事实上，北极冰山消融的速度比预计中还要快。根据法国国家科学研究中心，北极冰盖在2005年至2007年的融化面积相当于法国国土面积的两倍。
北极地区的气候变化带来的不全是负面影响。冰层的消融使得所谓的“西北通道”出现，并可能成为一条快捷而易于航行的新商业航道。此外，北极地区冰雪的消融有可能为对冰层之下埋藏的丰富油气资源的开采带来希望。为此，近年来，国际社会对北极地区片水域的拥有权展开了争论。
2008年2月29日，挪威国际极地年秘书处运行秘书长奥利夫·奥尔海姆博士预言，至2008年夏季北极极点冰盖可能全部融化。而在2008年4月18日，多伦多大学的德里克·穆勒博士和加拿大巡逻员组成的科研小组发现，北半球最大的沃德·亨特冰架已断成三个部分。

## 註释
1. ↑  根据现行的《联合国海洋法公约》，由于目前没有证据表明任何一个国家的大陆架延伸至北极，因此北极点及附近地区不属于任何国家，北极一带被视为国际范围，北极点周边为冰所覆盖的北冰洋属于国际海域，由国际海底管理局监督管理。北极海外围国家俄罗斯、美国、加拿大、挪威和丹麦只拥有领海外围200海里的专属经济区。

## 相關
- 北极
- 北冰洋
- 东北航道
- 西北航道
- 南极地区
- 寒带
- 北極氣候衝擊評估
- 北极冰盖消融
- 北極甲烷釋出